# Augusta Jawara
Hannah Augusta Jawara (geb. Mahoney, * Mai 1924 in Bathurst; † 21. Januar 1981 in London) war Hebamme, Frauenrechtlerin und Politikerin in der westafrikanischen britischen Kolonie Gambia. Bekannt geworden ist sie als erste First Lady des Staatspräsidenten Dawda Jawara.

## Leben
Augusta Jawara gehörte der Bevölkerungsgruppe der Aku an und war Mitglied einer Familie, die das politische und soziale Leben in Gambia prägte.
Sie kam als jüngstes von fünf Kindern des Politikers Sir John Andrew Mahoney (1883–1966) und der Politikerin Hannah Mahoney (1884–1974) zur Welt. Der Politiker Edward Francis Small war ein Halbbruder ihrer Mutter. Sie hatte vier Geschwister:
- John Andrew (1919–2012) war Mediziner und mit der Historikerin Florence Mahoney verheiratet.
- Priscilla (geb. um 1920/1921), heiratete Louis Francis Valantine, der 1965 bis 1968 Hochkommissar Gambias in Großbritannien war.[4]
- Louise Antoinette (Louise N’Jie) (1922–2014) heiratete den ersten gambischen Zahnarzt oder Chirurgen Denis/Dennis Njie[5][6] und war später die erste weibliche gambische Ministerin.
- James Mahoney (geb. um 1923) war Anwalt und lebte in Großbritannien und Sierra Leone.[7]

Nach ihrer Schulbildung arbeitete sie von 1942 bis 1946 als Krankenpflegerin im Royal Victoria Hospital in Bathurst. Anschließend studierte sie bis 1952 auf dem Bristol Royal Infirmary (Vereinigtes Königreich) Medizin und erwarb ein Zertifikat für Hebammen (englisch State Registered Nurse (SRN)). Nach dem Erwerb ihres kompletten Diploms in Geburtshilfe kehrte sie nach Gambia zurück und trat eine Anstellung der Regierung im Basse Health Centre an. Durch ihre Arbeit zeichnete sie sich aus und wurde gefördert und später auf dem Royal Victoria Hospital versetzt.
In dieser Zeit in Basse Santa Su lernte sie Dawda Jawara, einen Amtstierarzt und ehemaligen Schulkameraden, kennen und heiratete ihn in Basse im Februar 1955. Die Heirat war nach methodistischem Glauben, Jawara konvertierte kurz zuvor zum Christentum. Obwohl sie ihre Tätigkeit als Hebammen wegen der Ehe aufgegeben hatte, war sie 1962 maßgeblich an der Gründung der Gambia School of Nursing beteiligt.
Die Ehe, mit fünf Kindern, wurde 1967 geschieden. Zuvor gab es gerichtliche Auseinandersetzungen in Bathurst und London um das Sorgerecht für den jüngsten Sohn. Fortan weilte Augusta Jawara weiterhin in London und war als Hebamme tätig. Sie starb im Januar 1981.

## Politisches Leben
| Parlamentswahl | Stimmen | Stimmanteil |
| -------------- | ------- | ----------- |
| 1960           | 232     | 16,91 %     |

An Seite ihres Ehemannes, der später Führer der Protectorate People’s Party (PPP) wurde, engagierte sie sich in der Politik. Bei den Parlamentswahlen 1960 trat Augusta als Kandidatin der (PPP) im Wahlkreis Soldier Town in Bathurst an. Als erste weibliche Kandidatin bei Parlamentswahlen in Gambia konnte sie sich gegen ihren Gegenkandidaten Melvin B. Jones nicht durchsetzen und unterlag. An Seite ihres Mannes, der 1962 Premierminister wurde, spielte sie eine aktive Rolle in der Politik.

## Schriftstellerisches Wirken
Jawara war bekannt, dass sie mehrere Theaterstücke schrieb. Darunter Master Brain (nach anderer Quelle The African King), das 1966 auf dem Black Arts Festival in Dakar aufgeführt wurde.
- 1966: Master Brain, The African King
- 1968: Rebellion (unter dem Pseudonym Ramatoulie Kinteh[10])